# Sander Helmendach
Sander Helmendach (Apeldoorn, 23 augustus 1990) is een Nederlands honkballer.

## Carrière
Helmendach, een rechtshandige werper, speelde in zijn jeugd sinds zijn zesde jaar voor Robur '58 in Apeldoorn. Hij kwam vanaf 2007 vijf jaar uit voor het eerste herenteam aldaar. In 2012 maakte hij zijn debuut in de hoofdklasse als pitcher voor HCAW in Bussum. Sindsdien komt hij op het hoogste niveau uit. Van 2017 t/m 2019 speelde hij bij DSS/Kinheim in Haarlem. Sinds 2020 speelt hij bij de Hoofddorp Pioniers te Hoofddorp.

## Persoonlijk
Helmendach behaalde in 2008 zijn vwo-diploma aan het Veluws College Walterbosch in Apeldoorn en is afgestudeerd in Water Engineering and Management (civiele techniek) aan de Universiteit Twente, waar hij eind 2013 zijn mastergraad (Master of Science) behaalde.. Hij is werkzaam als adviseur gebiedsontwikkeling en waterengineering bij Sweco.